# Girls Will Be Girls (pel·lícula de 2024)
Girls Will Be Girls (hindi: गर्ल्स विल बी गर्ल्स) és una pel·lícula dramàtica coming-of-age indo-francesa escrita i dirigida per Shuchi Talati. És protagonitzada per Preeti Panigrahi, Kani Kusruti, i Kesav Binoy Kiron. La pel·lícula és el primer llargmetratge de la directora Talati, i el debut de Panigrahi i Kiron. La pel·lícula està ambientada en un internat als contraforts de l’Himàlaia, i se centra al voltant del romanç de la protagonista adolescent Mira amb un nou estudiant encantador, el seu posterior despertar sexual i, de vegades, la tensa relació amb la seva mare protectora. S'ha doblat al català.
La pel·lícula es va estrenar al Festival de Cinema de Sundance de 2024, participant a la secció de competició del festival.

## Repartiment
- Preeti Panigrahi com a Mira
- Kesav Binoy Kiron
- Kani Kusruti com a Anila, mare de Mira

## Producció
Talati va concebre la història de la pel·lícula el 2018, a partir de les seves pròpies experiències de jove, la seva escola a Vadodara i la sèrie de llibres d'Enid Blyton Torres de Malory i St. Clare. Sota la direcció de Talati, la pel·lícula va ser produïda per un equip majoritari femení per tal de crear un espai segur on "les noies poguessin ser noies". L'equip femení inclou les productores Claire Chassange i Richa Chadha, la directora de fotografia taiwanesa Jih-E Peng, la dissenyadora de producció Avyakta Kapur i l'editora Amrita David. La pel·lícula va ser produïda per Pushing Buttons Studios, i va rebre una beca de producció de la francesa Aide aux Cinemas du Monde el 2021. Va ser rodada durant 45 dies a la regió del nord de l'Índia d'Uttarakhand, i a la capital Dehradun.

## Llançament
La pel·lícula es va estrenar al Festival de Cinema de Sundance de 2024, participant a la secció de competició del festival el gener de 2024.
La pel·lícula també es va presentar a la 47a iteració del Festival de Cinema de Göteborg.
La pel·lícula es va projectar a 'Horizons' al 58è Festival Internacional de Cinema de Karlovy Vary el 28 de juny de 2024.
La pel·lícula es va projectar a 'Narrative New Waves' a l'Atlantic International Film Festival el 12 de setembre de 2024.
També va ser convidat al 29è Festival Internacional de Cinema de Busan a la secció "Programa especial en focus" Teenage Minds, Pel·lícules per a adolescents i es va projectar l'octubre de 2024.
La pel·lícula fou seleccionada al Jio MAMI Mumbai Film Festival de 2024, on va competir a la secció South Asia Competition l'octubre de 2024. Va rebre una menció especial del jurat, així com el premi NETPAC, el Premi de la Jove Crítica i el Film Critics Guild Gender Sensitivity Award.

## Reception
Al lloc web de l'agregador de ressenyes Rotten Tomatoes, el 100% de les crítiques de 44 ressenyes són positives, amb una valoració mitjana de 7,7/10. Metacritic, que utilitza una mitjana ponderada, va assignar a la pel·lícula una puntuació de 79 sobre 100, basada en 13 crítics, indicant crítiques "generalment favorables".

## Premis
- World Cinema Dramatic (Audience) a Festival de Cinema de Sundance de 2024[17]
- Premi especial del jurat dramàtic del cinema mundial per a la interpretació - Preeti Panigrahi (Mira) al Festival de Cinema de Sundance de 2024[18]
- Premi NETPAC al Jio MAMI Mumbai Film Festival de 2024
- Premi de la Jove Crítica al Jio MAMI Mumbai Film Festival de 2024
- Premi Film Critics Guild Gender Sensitivity al Jio MAMI Mumbai Film Festival de 2024[16]
- Nominació al Premi Gotham al director novell als Premis Gotham de 2024[19]